# تزوکا پروداکشنز
تزوکا پروداکشنز (انگلیسی: Tezuka Productions) استودیو پویانمایی ژاپنی است که توسط اوسامو تزوکا در سال ۱۹۶۸ تأسیس شد. معروف‌ترین ساخته این استودیو مجموعه‌های انیمه آسترو بوی است.